# Šuševo
Šuševo (njemački: Nebersdorf, mađarski: Ligvánd) je naselje i općina u austrijskoj saveznoj državi Gradišću. Upravno pripada općini Velikom Borištofu koja se nalazi u kotaru Gornjoj Pulji.  Dvojezično je naselje, a veliki udio u stanovništvu imaju Hrvati.

## Stanovništvo
Šuševo prema registarskom brojanju od 31. listopada 2011. ima 356 stanovnika.

## Kulturna baština
Katolička crkva Svih Svetih sagrađena u 14. stoljeću. Izgorila u požaru 1803. i obnovljena, te proširena 1881. godine. Šuševskoj župi pripada i filijala Longitolj.

## Vanjske poveznice
- Fara Šuševo  Arhivirana inačica izvorne stranice od 17. veljače 2016. (Wayback Machine)